# درن (اوبرنوواتس)
درن (به صربی: Dren) یک منطقهٔ مسکونی در صربستان است که در اوبرنوواتس واقع شده‌است. درن ۲۰٫۰۹ کیلومتر مربع مساحت و ۱٬۱۱۳ نفر جمعیت دارد.